# A jeśli to miłość?
A jeśli to miłość? (ros. А если это любовь?) – radziecki melodramat z 1961 roku w reżyserii Julija Rajzmana.

## Opis fabuły
ZSRR lat 60. XX w. Pewna uczennica klasy maturalnej znajduje anonimowy list miłosny jednego z uczniów do jednej z jego koleżanek. Jako posłuszna uczennica oddaje pismo nauczycielce, a ta odnosi go dyrektorce szkoły. W gronie pedagogicznym powstaje swoista konsternacja – wprawdzie nie ma miejsca żadne naruszenie obowiązującego regulaminu szkoły, jednak z drugiej strony na tak nieformalne zachowanie jak uczuciowy związek dwojga młodych ludzi w radzieckiej szkole nie ma miejsca. Jak się wkrótce okazuje autorem listu jest Borys, a adresatem jego klasowa koleżanka Ksenia. Obydwoje łączy coś więcej niż zwykła przyjaźń. Ufni we wzajemną szczerość własnych intencji, obydwoje młodzi pewnego dnia wagarują i idą na spacer do pobliskiego lasu. Ich randka nie uchodzi jednak oczom lokalnej społeczności – wkrótce rodzice, sąsiedzi i cała szkoła dowiadują się o wszystkim. Cała z pozoru niewinna historia nabiera posmaku skandalu, rozdmuchanego przez szkolnych pedagogów – „czujnych stróżów komunistycznej obyczajowości”. W pewnym momencie Ksenia nie wytrzymuje psychicznie zaistniałej sytuacji i próbuje się otruć. Zostaje odratowana i po kilku miesiącach wychodzi ze szpitala. Przypadkiem spotyka Borysa. Obydwoje zmuszeni są zmienić szkołę i wyjechać w odległe części ZSRR. Jednak na odchodnym Borys obiecuje przyjechać do Kseni. Tytułowe pytanie o ich uczucie pozostaje bez odpowiedzi...

## Obsada aktorska
- Żanna Prochorienko – Ksenia
- Igor Puszkariow – Borys
- Aleksandra Nazarow – Nadia
- Nina Szorina – Rita
- Julia Coglin – Natasza
- Natalia Batyriewa – Larysa
- Andriej Mironow – Piotr
- Jewgienij Żarikow – Siergiej
- Anatolij Golik(inne języki) – Igor
- Giennadij Judenicz – Żeńka
- Nadieżda Fiedosowa – matka Kseni
- Lena Szkalikowa – Tanja
- Anna Pawłowa – matka Borysa
- Wiktor Chochriakow – ojciec Borysa
- Maria Durasowa – dyrektor szkoły
- Anastasija Gieorgijewska – Maria Pawłowna
- Nina Biełobradowa – wychowawca klasy
- Jewgienij Bykadorow – Toropow

i inni.